# Dunes de la Sauzaie et marais du Jaunay
Dunes de la Sauzaie et marais du Jaunay este o arie protejată (sit de importanță comunitară — SCI) din Franța întinsă pe o suprafață de 1.138 ha, din care 27 % marine.

## Localizare
Centrul sitului Dunes de la Sauzaie et marais du Jaunay este situat la coordonatele 46°39′45″N 1°53′33″W / 46.6625°N 1.8925°V.

## Înființare
Situl Dunes de la Sauzaie et marais du Jaunay a fost declarat arie specială de conservare în baza directivei 92/43 din 1992 referitoare la conservarea habitatelor naturale și a faunei și florei sălbatice pentru a proteja 2 specii de plante și 2 specii de animale.

## Biodiversitate
Situată în ecoregiunea atlantică, aria protejată conține 13 habitate naturale: Dune de coastă fixe cu vegetație erbacee („dune gri”), Dune cu Salix repens ssp. argentea (Salicion arenariae), Dune împădurite cu Pinus pinea și/sau Pinus pinaster, Recifuri, Lacuri eutrofice naturale cu vegetație de tip Magnopotamion sau Hydrocharition, Bancuri de nisip acoperite în permanență slab de apă marină, Dune împădurite din regiunile atlantică, continentală și boreală, Faleze cu vegetație de pe coastele atlantice și baltice, Terase mlăștinoase și terase nisipoase neacoperite de apă la reflux, Pășuni mediteraneene udate de apa mării (Juncetalia maritimi), Dune mobile de-a lungul țărmului cu Ammophila arenaria („dune albe”), Depresiuni intradunale umede, Vegetație anuală la limita mareei.
La baza desemnării sitului se află mai multe specii protejate:
- plante (2): Omphalodes littoralis, Rumex rupestris
- mamifere (1): vidră de râu (Lutra lutra)
- nevertebrate (1): Coenagrion mercuriale

Pe lângă speciile protejate, pe teritoriul sitului au mai fost identificate 3 specii de plante, 2 specii de păsări, 4 specii de amfibieni, 2 specii de mamifere, 2 specii de reptile.